# Tom de chamada
Tom de chamada é a sinalização acústica feita por um telefone para indicar o recebimento de uma ligação telefônica ou mensagem de texto.

## Telefonia móvel
Na telefonia móvel, em que os tons de chamada são personalizáveis, eles são comumente referenciados pelo equivalente em inglês ringtone ou simplesmente por toque, podendo indicar uma chamada telefônica, a chegada de uma mensagem SMS ou email no telefone celular.
Nos primeiros modelos de telefone celular os toques eram monofônicos, ou seja, melodias executadas por apenas um instrumento. Com o avanço da tecnologia, os telefones celulares passaram a reproduzir toques polifônicos no formato MIDI, onde vários instrumentos são executados simultaneamente. Atualmente os aparelhos utilizam o recurso de truetone podendo executar faixas inteiras de um arquivo MP3.